# Adam Chromý
Adam Chromý (* 24. června 1988 Brno) je bývalý český reprezentant v orientačním běhu. Mezi jeho největší úspěch patří první místo ze štafet z juniorského mistrovství světa 2007 v australském Dubbo. V současnosti běhá za český klub KOS TJ Tesla Brno a současně je členem finského klubu Kalevan Rasti, za který startuje ve Skandinávii.

## Sportovní kariéra

### Umístění na MS a ME
| Přehled úspěchů na Mistrovství světa | Přehled úspěchů na Mistrovství světa | Přehled úspěchů na Mistrovství světa | Přehled úspěchů na Mistrovství světa | Přehled úspěchů na Mistrovství světa |
| Mistrovství světa                    | Sprint                               | Middle                               | Long                                 | Štafety                              |
| ------------------------------------ | ------------------------------------ | ------------------------------------ | ------------------------------------ | ------------------------------------ |
| Trondheim 2010                       | X                                    | Kval.                                | X                                    | X                                    |
| Savojsko 2011                        | X                                    | 36. místo                            | X                                    | 12. místo                            |

| Přehled úspěchů na Mistrovství Evropy | Přehled úspěchů na Mistrovství Evropy | Přehled úspěchů na Mistrovství Evropy | Přehled úspěchů na Mistrovství Evropy | Přehled úspěchů na Mistrovství Evropy |
| Mistrovství Evropy                    | Sprint                                | Middle                                | Long                                  | Štafety                               |
| ------------------------------------- | ------------------------------------- | ------------------------------------- | ------------------------------------- | ------------------------------------- |
| Primorsko 2010                        | X                                     | 34. místo                             | X                                     | 13. místo                             |

| Přehled úspěchů na Mistrovství světa juniorů | Přehled úspěchů na Mistrovství světa juniorů | Přehled úspěchů na Mistrovství světa juniorů | Přehled úspěchů na Mistrovství světa juniorů | Přehled úspěchů na Mistrovství světa juniorů |
| Mistrovství světa juniorů                    | Sprint                                       | Middle                                       | Long                                         | Štafety                                      |
| -------------------------------------------- | -------------------------------------------- | -------------------------------------------- | -------------------------------------------- | -------------------------------------------- |
| Göteborg 2008                                | X                                            | X                                            | 8. místo                                     | X                                            |
| Dubbo 2007                                   | X                                            | 5. místo                                     | X                                            | 1. místo                                     |
| Druskininkai 2006                            | 10. místo                                    | X                                            | X                                            | X                                            |
| Tenero 2005                                  | X                                            | X                                            | X                                            | 2. místo                                     |

| Borlänge 2010 | X | 11. místo | 10. místo | X | X |
| Alicante 2012 | X | 3. místo  | 3. místo  | X | X |
| Olomouc 2014  | X | 25. místo | 11. místo | X | X |

### Umístění na MČR
| Umístění na Mistrovství České republiky v orientačním běhu | Umístění na Mistrovství České republiky v orientačním běhu | Umístění na Mistrovství České republiky v orientačním běhu | Umístění na Mistrovství České republiky v orientačním běhu | Umístění na Mistrovství České republiky v orientačním běhu | Umístění na Mistrovství České republiky v orientačním běhu | Umístění na Mistrovství České republiky v orientačním běhu | Umístění na Mistrovství České republiky v orientačním běhu | Umístění na Mistrovství České republiky v orientačním běhu | Umístění na Mistrovství České republiky v orientačním běhu | Umístění na Mistrovství České republiky v orientačním běhu | Umístění na Mistrovství České republiky v orientačním běhu |
| Ročník                                                     | Kategorie                                                  | Klasická                                                   | Krátká                                                     | Sprint                                                     | Dlouhá                                                     | Noční                                                      | Ranking                                                    | Členství v klubu                                           | Štafety                                                    | Kluby                                                      | Sprint. štafety                                            |
| ---------------------------------------------------------- | ---------------------------------------------------------- | ---------------------------------------------------------- | ---------------------------------------------------------- | ---------------------------------------------------------- | ---------------------------------------------------------- | ---------------------------------------------------------- | ---------------------------------------------------------- | ---------------------------------------------------------- | ---------------------------------------------------------- | ---------------------------------------------------------- | ---------------------------------------------------------- |
| MČR 2002                                                   | H16 – mladší dorostenci                                    |                                                            | 19. místo                                                  | 3. místo                                                   |                                                            | 6. místo                                                   |                                                            | SK Žabovřesky Brno                                         |                                                            |                                                            |                                                            |
| MČR 2002                                                   | H18 – starší dorostenci                                    |                                                            |                                                            |                                                            |                                                            |                                                            |                                                            | SK Žabovřesky Brno                                         | 5. místo                                                   | 7. místo                                                   |                                                            |
| MČR 2003                                                   | H16 – mladší dorostenci                                    | 6. místo                                                   | 2. místo                                                   |                                                            |                                                            |                                                            |                                                            | SK Žabovřesky Brno                                         |                                                            |                                                            |                                                            |
| MČR 2003                                                   | H18 – starší dorostenci                                    |                                                            |                                                            |                                                            |                                                            |                                                            |                                                            | SK Žabovřesky Brno                                         | 5. místo                                                   | 6. místo                                                   |                                                            |
| MČR 2004                                                   | H16 – mladší dorostenci                                    | 1. místo                                                   | 1. místo                                                   | 1. místo                                                   |                                                            |                                                            | 554. místo                                                 | SK Žabovřesky Brno                                         |                                                            |                                                            |                                                            |
| MČR 2004                                                   | H18 – starší dorostenci                                    |                                                            |                                                            |                                                            | 7. místo                                                   |                                                            |                                                            | SK Žabovřesky Brno                                         | 4. místo                                                   | 1. místo                                                   |                                                            |
| MČR 2005                                                   | H18 – starší dorostenci                                    | 1. místo                                                   | 2. místo                                                   | 7. místo                                                   | 1. místo                                                   | 4. místo                                                   | 295. místo                                                 | SK Žabovřesky Brno                                         | 3. místo                                                   | 1. místo                                                   |                                                            |
| MČR 2006                                                   | H18 – starší dorostenci                                    | 1. místo                                                   |                                                            | 1. místo                                                   |                                                            | 2. místo                                                   | 891. místo                                                 | SK Žabovřesky Brno                                         | 1. místo                                                   | 1. místo                                                   |                                                            |
| MČR 2007                                                   | H20 – junioři                                              | 2. místo                                                   | 2. místo                                                   | 2. místo                                                   | 1. místo                                                   | 1. místo                                                   | 27. místo                                                  | SK Žabovřesky Brno                                         | 2. místo                                                   |                                                            |                                                            |
| MČR 2007                                                   | H21 – muži                                                 |                                                            |                                                            |                                                            |                                                            |                                                            |                                                            | SK Žabovřesky Brno                                         |                                                            | 7. místo                                                   |                                                            |
| MČR 2008                                                   | H20 – junioři                                              | 2. místo                                                   | 1. místo                                                   |                                                            | 1. místo                                                   | 1. místo                                                   | 11. místo                                                  | SK Žabovřesky Brno                                         |                                                            |                                                            |                                                            |
| MČR 2008                                                   | H21 – muži                                                 |                                                            |                                                            |                                                            |                                                            |                                                            |                                                            | SK Žabovřesky Brno                                         | 3. místo                                                   | 9. místo                                                   |                                                            |
| MČR 2009                                                   | H21 – muži                                                 |                                                            | 4. místo                                                   | 12. místo                                                  |                                                            |                                                            | 112. místo                                                 | SK Žabovřesky Brno                                         | 3. místo                                                   | 2. místo                                                   |                                                            |
| MČR 2010                                                   | H21 – muži                                                 | 7. místo                                                   | 1. místo                                                   |                                                            |                                                            | 3. místo                                                   | 4. místo                                                   | SK Žabovřesky Brno                                         | 3. místo                                                   | 4. místo                                                   |                                                            |
| MČR 2011                                                   | H21 – muži                                                 | 9. místo                                                   | 5. místo                                                   |                                                            |                                                            |                                                            | 4. místo                                                   | SK Žabovřesky Brno                                         | 3. místo                                                   | 2. místo                                                   |                                                            |
| MČR 2012                                                   | H21 – muži                                                 | 4. místo                                                   | 2. místo                                                   | 9. místo                                                   | disk                                                       | 2. místo                                                   | SK Žabovřesky Brno                                         |                                                            | 1. místo                                                   |                                                            |                                                            |
| MČR 2013                                                   | H21 – muži                                                 | 6. místo                                                   | 2. místo                                                   |                                                            | 1. místo                                                   | 2. místo                                                   | SK Žabovřesky Brno                                         | 2. místo                                                   | 3. místo                                                   |                                                            |                                                            |
| MČR 2014                                                   | H21 – muži                                                 | 13. místo                                                  | 8. místo                                                   |                                                            | 4. místo                                                   | 5. místo                                                   | SK Žabovřesky Brno                                         | 2. místo                                                   | 4. místo                                                   |                                                            |                                                            |
| MČR 2015                                                   | H21 – muži                                                 |                                                            | 17. místo                                                  |                                                            | 3. místo                                                   | 22. místo                                                  | SK Žabovřesky Brno                                         | 3. místo                                                   | 2. místo                                                   |                                                            |                                                            |
| MČR 2016                                                   | H21 – muži                                                 |                                                            |                                                            |                                                            |                                                            | 20. místo                                                  | SK Žabovřesky Brno                                         | 1. místo                                                   | 1. místo                                                   |                                                            |                                                            |
| MČR 2017                                                   | H21 – muži                                                 |                                                            | 8. místo                                                   |                                                            |                                                            | 30. místo                                                  | KOS TJ Tesla Brno                                          | 41. místo                                                  | 29. místo                                                  | 11. místo                                                  |                                                            |
| MČR 2018                                                   | H21 – muži                                                 |                                                            |                                                            | 42. místo                                                  | 6. místo                                                   | 36. místo                                                  | KOS TJ Tesla Brno                                          | 45. místo                                                  | 31. místo                                                  | 13. místo                                                  |                                                            |
| MČR 2019                                                   | H21 – muži                                                 |                                                            | 13. místo                                                  |                                                            | 7. místo                                                   | 48. místo                                                  | KOS TJ Tesla Brno                                          | 5. místo                                                   | 6. místo                                                   | 14. místo                                                  |                                                            |
| MČR 2020                                                   | H21 – muži                                                 |                                                            |                                                            |                                                            |                                                            | 53. místo                                                  | KOS TJ Tesla Brno                                          |                                                            |                                                            |                                                            |                                                            |